# Карсовай
Карсова́й (рос. Карсовай) — село в Балезінському районі Удмуртії, Росія. В минулому село було центром Карсовайського району.

## Населення
Населення — 1652 особи (2010; 1781 в 2002).
Національний склад станом на 2002 рік:
- росіяни — 73 %
- удмурти — 26 %